# Neoseiulus umsteadi
Neoseiulus umsteadi är en spindeldjursart som först beskrevs av Muma, Metz och Farrier 1967.  Neoseiulus umsteadi ingår i släktet Neoseiulus och familjen Phytoseiidae. Inga underarter finns listade i Catalogue of Life.